# بهجت نجاتیگیل
بهجت نجاتیگیل (به ترکی استانبولی: Behçet Necatigil) با نام اصلی محمد بهجت گونول (به ترکی استانبولی: Mehmet Behçet Gönül) (زاده ۱۶ آوریل ۱۹۱۶، استانبول – درگذشته ۱۳ دسامبر ۱۹۷۹، استانبول) نویسنده، شاعر و مترجم ترک بود.
وی در سال ۱۹۴۰ در رشتهٔ زبان و ادبیات ترکی از دانشگاه استانبول فارغ‌التحصیل شد. از سال ۱۹۴۰ تا ۱۹۴۳ در کارس و زونگولداک به معلمی پرداخت. پس از اتمام سربازی از سال ۱۹۴۵ تا ۱۹۷۲ در استانبول به تدریس پرداخت.
جایزه شعر بهجت نجاتیگیل برای یادبود وی از سال ۱۹۸۰ تاکنون همه‌ساله اهدا می‌شود.

## جوایز
- جایزه شعر یدی‌تپه[۱] - خاک قدیمی[۲] - ۱۹۵۷
- جایزه شعر انجمن زبان ترکی[۳] - ترم تابستانی[۴] - ۱۹۶۳

## آثار

### مجموعه اشعار
- بازار سرپوشیده[۵] - ۱۹۴۵
- محیط[۶] - ۱۹۵۱
- خانه‌ها[۷] - ۱۹۵۳
- خاک قدیمی[۲] - ۱۹۵۶
- در میان[۸] - ۱۹۵۸
- دوران محدود[۹] - ۱۹۶۰
- ترم تابستانی[۴] - ۱۹۶۳
- دیوانچه[۱۰] - ۱۹۶۵
- دوتایی راه‌رفتن[۱۱] - ۱۹۶۸
- En/Cam - ۱۹۷۰
- گورخر[۱۲] - ۱۹۷۳
- مربع‌ها سفیدها[۱۳] - ۱۹۷۵
- آقایان[۱۴] - ۱۹۷۸
- می‌گوییم[۱۵] - ۱۹۸۰
- عاشق[۱۶] - (گزیده اشعار) - ۱۹۷۶
- ردپاها پاک می‌شوند[۱۷] - (گزیده اشعار) - ۲۰۰۳

### نمایش‌نامه‌های رادیویی
- نگاه به ستاره‌ها[۱۸] (دو نمایش، ۱۹۶۵)
- آشپزخانه شب[۱۹] (پنچ نمایش، ۱۹۶۷)
- سه ترنج[۲۰] (شش نمایش، ۱۹۷۰)
- پنجره[۲۱] (چهار نمایش، ۱۹۷۵)

### نثر
- همچنین نوشت[۲۲] - ۱۹۷۹

### ترجمه‌ها
از ترجمه‌های وی از آلمانی به ترکی ۳۶ کتاب تاکنون منتشر شده‌است که از میان نویسندگان مشهور این کتاب‌ها می‌توان به صادق هدایت، هاینریش هاینه، توماس مان، راینر ماریا ریلکه و هاینریش بل اشاره کرد.